# Stępień (Braniewo)

Stępień est un village polonais de la voïvodie de Varmie-Mazurie, dans le powiat de Braniewo.

## Géographie
Stępień (allemand : Stangendorf) est un village du district administratif de la commune de Braniewo, dans le powiat de Braniewo et la voïvodie de Varmie-Mazurie, dans le Nord de la Pologne, près de la frontière avec l'Oblast de Kaliningrad (Russie). Il se trouve à environ 5 kilomètres au sud-ouest de Braniewo et 80 km au nord-ouest de la capitale régionale Olsztyn.

## Histoire
Avant 1772 la région faisait partie du Royaume de Pologne. À partir de 1772, elle fait partie du royaume de Prusse. De 1818 à 1945, Stangendorf fait partie de l'arrondissement de Braunsberg dans le district de Königsberg de la province de Prusse-Orientale.